# Ziegenhain
Ziegenhain là một đô thị thuộc huyện Altenkirchen, trong bang Rheinland-Pfalz, phía tây nước Đức. Đô thị Ziegenhain có diện tích 0,71 km², dân số thời điểm ngày 31 tháng 12 năm 2006 là 134 người.